# Kūh-e Raḩmat
Kūh-e Raḩmat (persiska: کوه رحمت) är ett berg i Iran.   Det ligger i provinsen Fars, i den centrala delen av landet, 700 km söder om huvudstaden Teheran. Toppen på Kūh-e Raḩmat är 2 413 meter över havet.
Terrängen runt Kūh-e Raḩmat är huvudsakligen kuperad, men åt sydväst är den platt. Runt Kūh-e Raḩmat är det ganska tätbefolkat, med 62 invånare per kvadratkilometer. Närmaste större samhälle är Seyyedān, 18,3 km norr om Kūh-e Raḩmat. Trakten runt Kūh-e Raḩmat är ofruktbar med lite eller ingen växtlighet.